# مستشفى أسكليبيوس ألتونا
مستشفى أسكليبيوس ألتونا هو مستشفى تعليمي تابع لجامعة هامبورغ، ويقع في منطقة ألتونا الحضرية في ولاية هامبورغ الألمانية. أُنشئت هذه المستشفى في عام 1971 لتحلّ محل مستشفى ألتونا القديم الواقع في شارع ماكس براور (العنوان: 164 ماكس براور أليه). منذ عام 2005 يدار المستشفى بأسلوب اقتصادي خاص، ويعمل فيها اليوم نحو 1550 موظفًا. يتألف المستشفى من أربعة عشر قسمًا تخصصيًّا يغطي مختلف مجالات الطب والرعاية الصحية، ويضم في بنيته التحتية 633 سريرًا معدًّا لاستقبال المرضى في أقسام الإقامة والعلاج. 

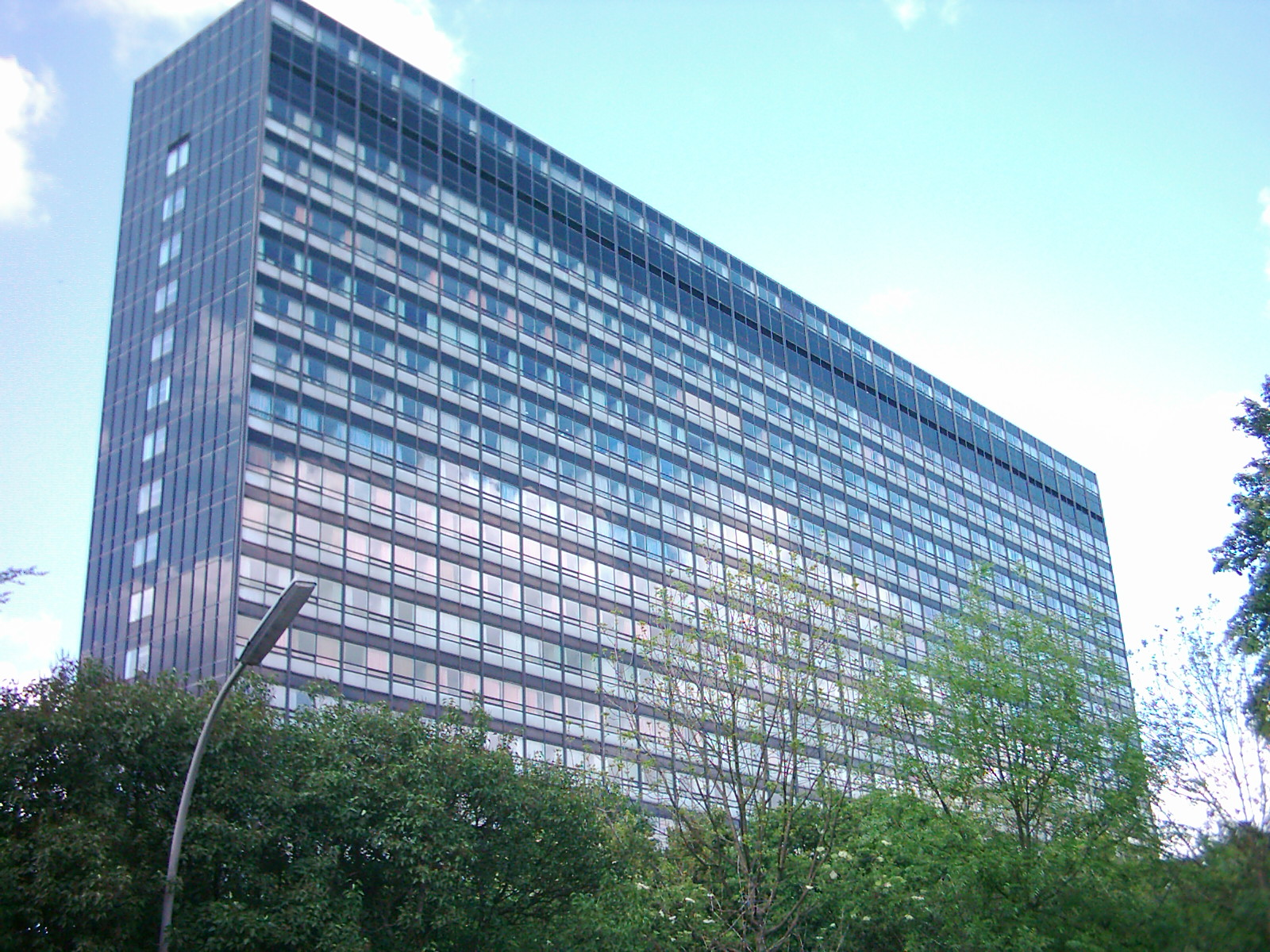
مبنى المستشفى.

## العمارة
شُيّد مبنى المستشفى الرئيسي الواقع في شارع باول-إيرليش رقم 1 في منطقة أوتمارشِن بين عامي 1961 و1970، وقد صمّمته شركة "كالمورغن وشركاؤه". تم بناء المبنى على شكل لوح رأسي بطول 120 مترًا، وعرض 14 مترًا، وارتفاع 23 طابقًا، فوق ملجأ حماية من الاشعاع النووي. شُيّد بتمويل اتحادي, وفي الوقت الحاضر، يجري التخطيط لبناء منشأة جديدة إلى جانب المبنى القديم. 
في عام 1996، اكتمل إنشاء المركز الجديد لطب الأم والجنين. وفي العام التالي، بدأ تشغيل مركز التدخلات العلاجية، الذي شمل جناحًا موسّعًا للتشخيص والعلاج بالتنظير، بالإضافة إلى جناح للتعقيم، ووحدة جديدة للعناية المركزة.
في عام 2005، تولّت شركة أسكليبيوس (Asklepios) التي تختص بتولي إدارة المستشفيات إدارة المستشفى. ثم شُيِّد موقف السيارات متعدد الطوابق في عام 2007، تلاه افتتاح قسم الطوارئ المركزي الجديد في عام 2009.

## التسمية
يعود اسم أسكليبيوس إلى الشركة التي تولت إدارة المستشفى منذ مطلع عام 2005, قبل ذلك كان يطلق على المستشفى اسم مستشفى ألتونا العامة. اسم أسكليبيوس الذي تبنته الشركة المديرة يعود إلى إله الطب في الديانة اليونانية القديمة.

## الأقسام بحسب التخصص
- الجراحة العامة والجراحة الحشوية
- التخدير ، طب العناية المركزة ، طب الطوارئ ، علاج الألم
- طب العيون
- طب الجهاز الهضمي
- أمراض النساء والتوليد
- طب الأنف والأذن والحنجرة
- أمراض الدم والأورام الداخلية
- أمراض القلب والرئة
- جراحة الأعصاب
- وحدة طب الأعصاب والسكتة الدماغية
- طب الرثويات
- جراحة الأوعية
- جراحة الرضة وجراحة العظام والعمود الفقري
- طب المسالك البولية
- التشخيص الإشعاعي والطب النووي
- غرفة الطوارئ المركزية

## معرض الصور

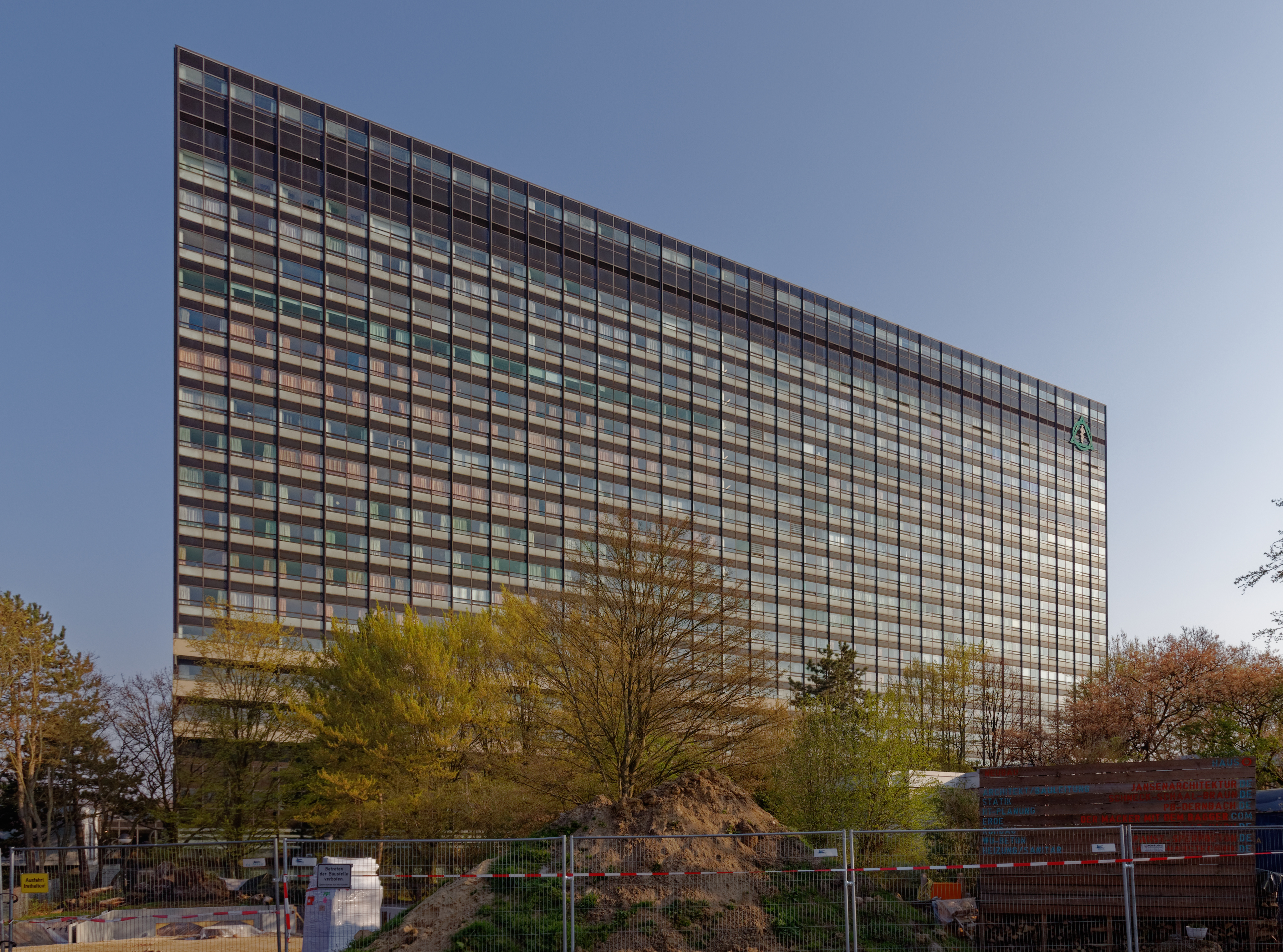
المبنى الرئيسي.

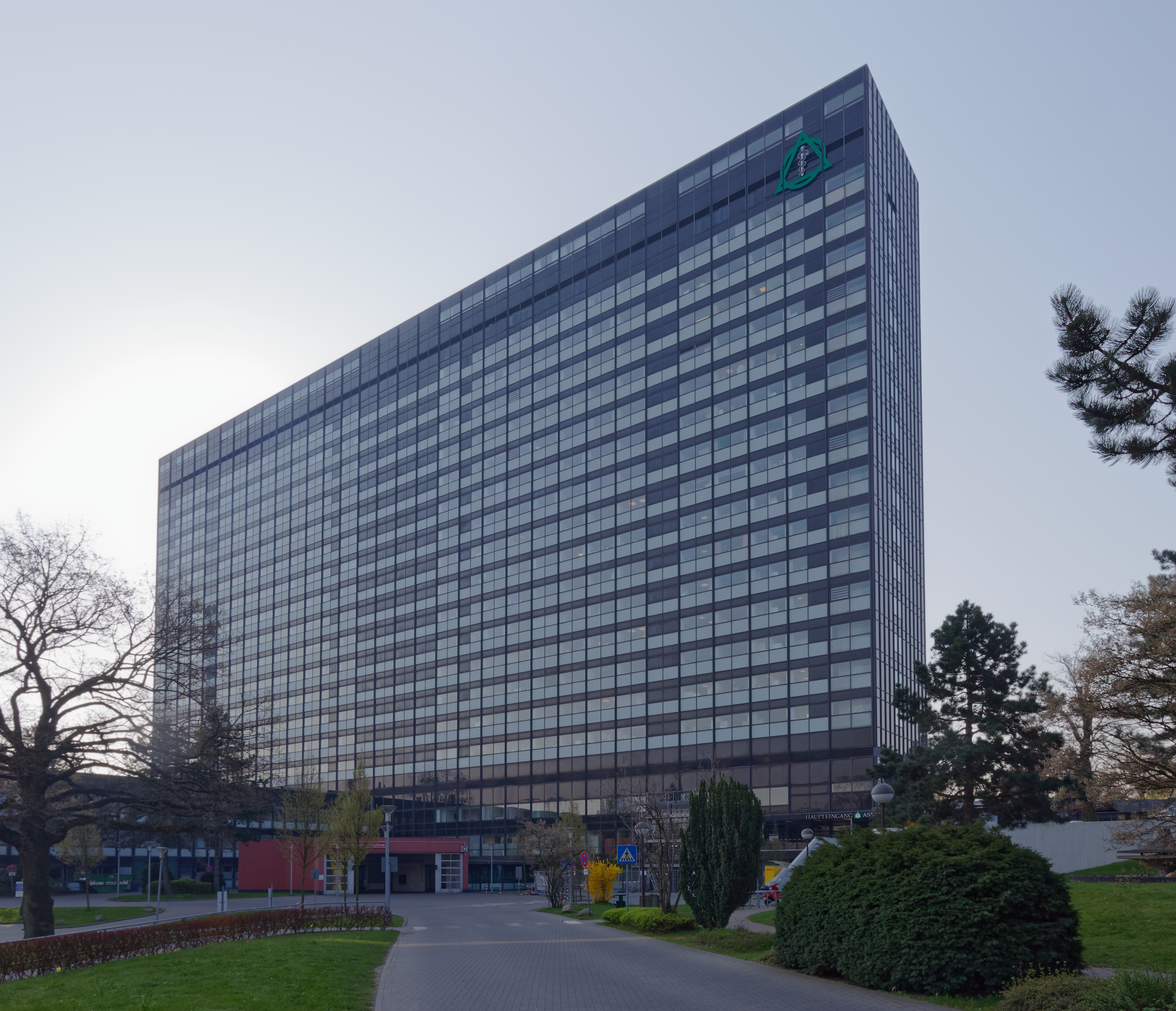
المبنى الرئيسي.

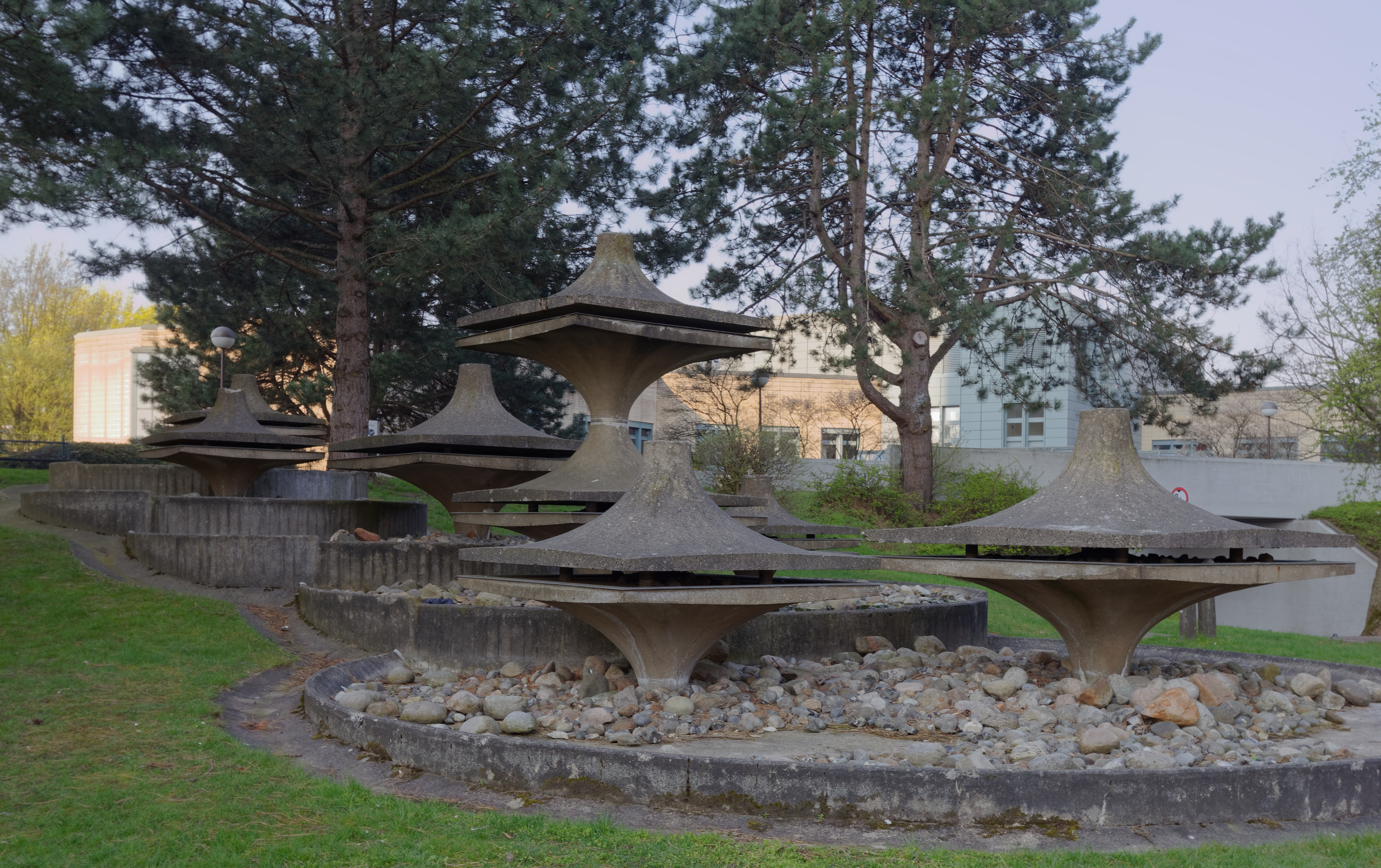
أنجاد أو زينة أمام المبنى الرئيسي.

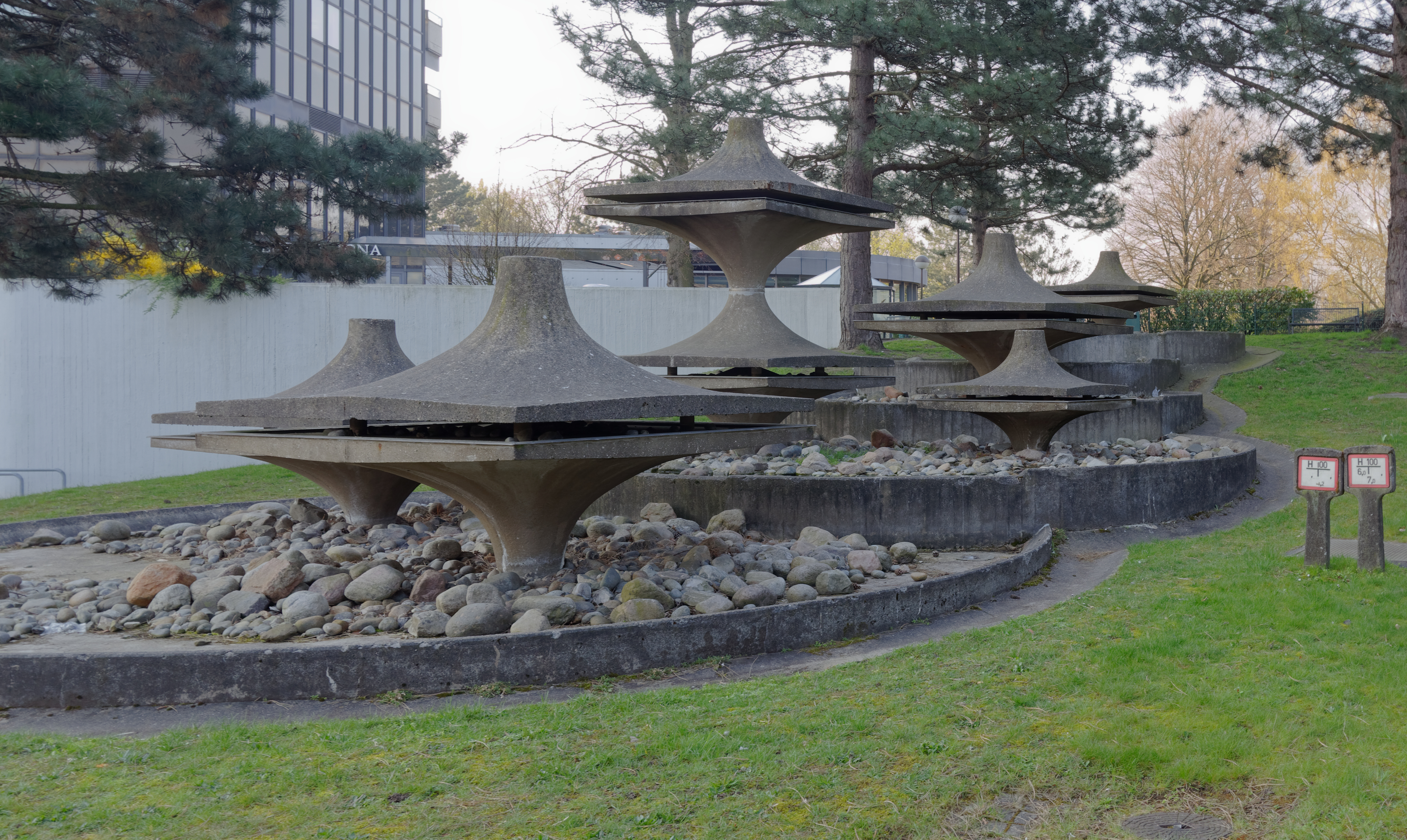
أنجاد أو زينة أمام المبنى الرئيسي.

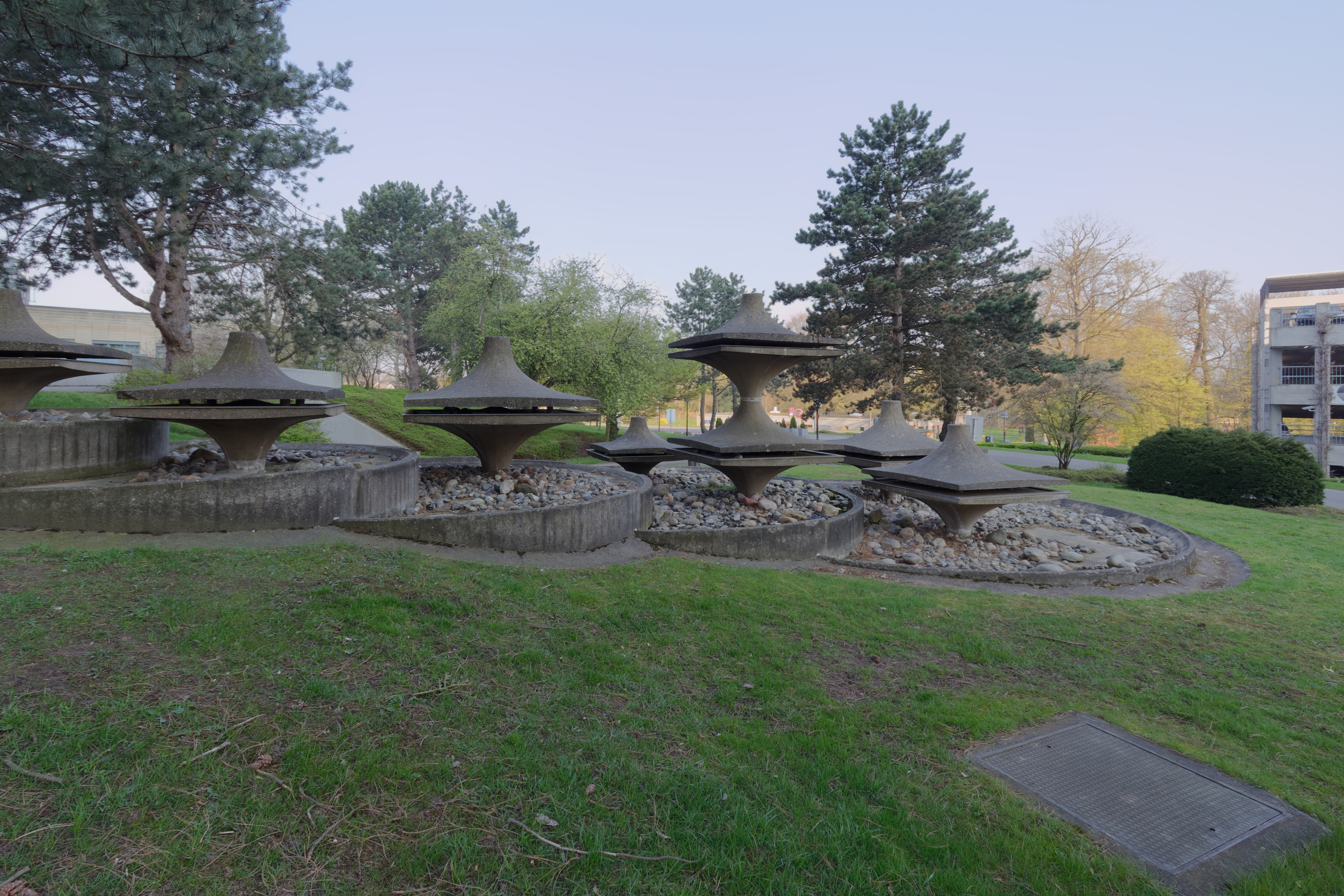
أنجاد أو زينة أمام المبنى الرئيسي.

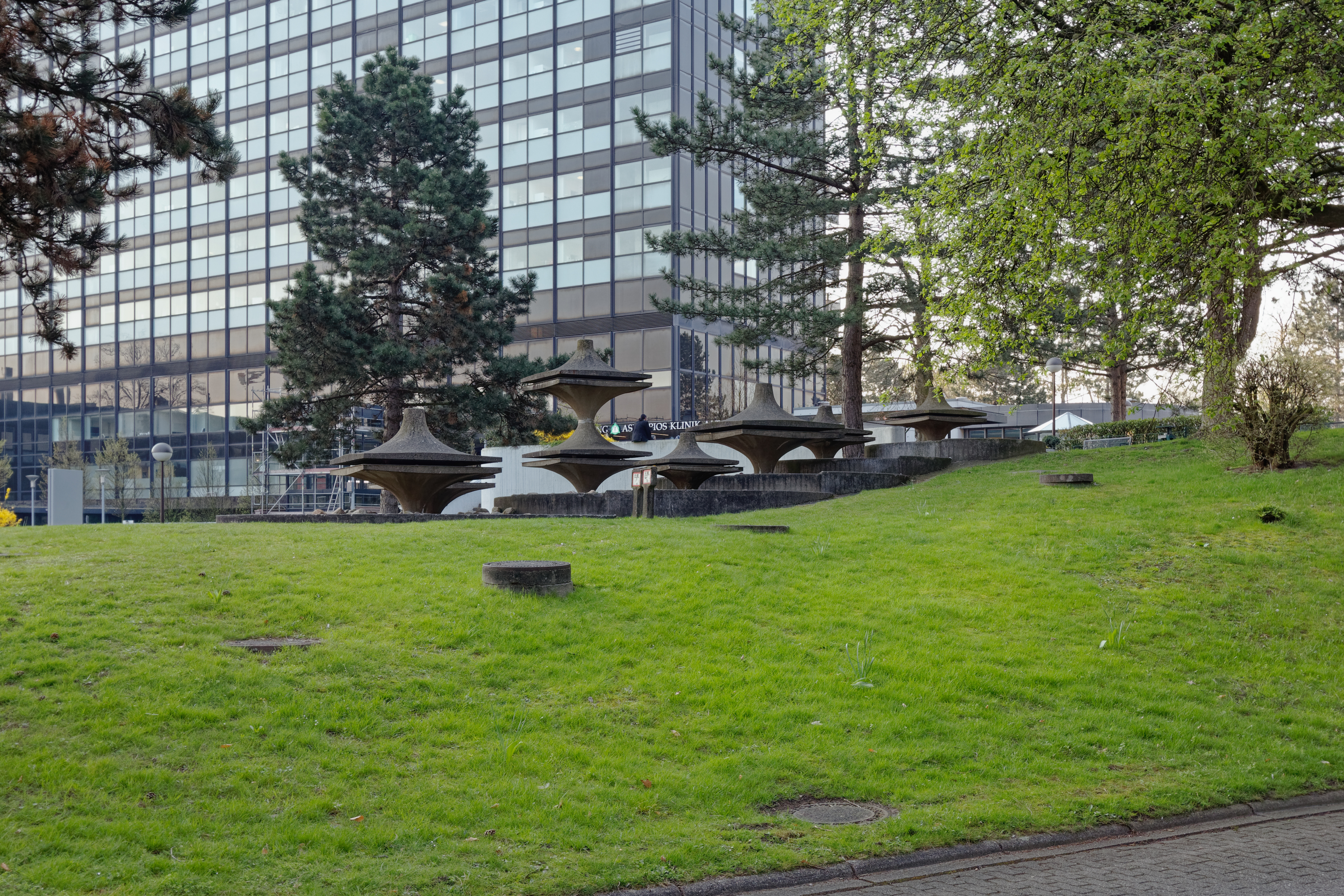
أنجاد أو زينة أمام المبنى الرئيسي.

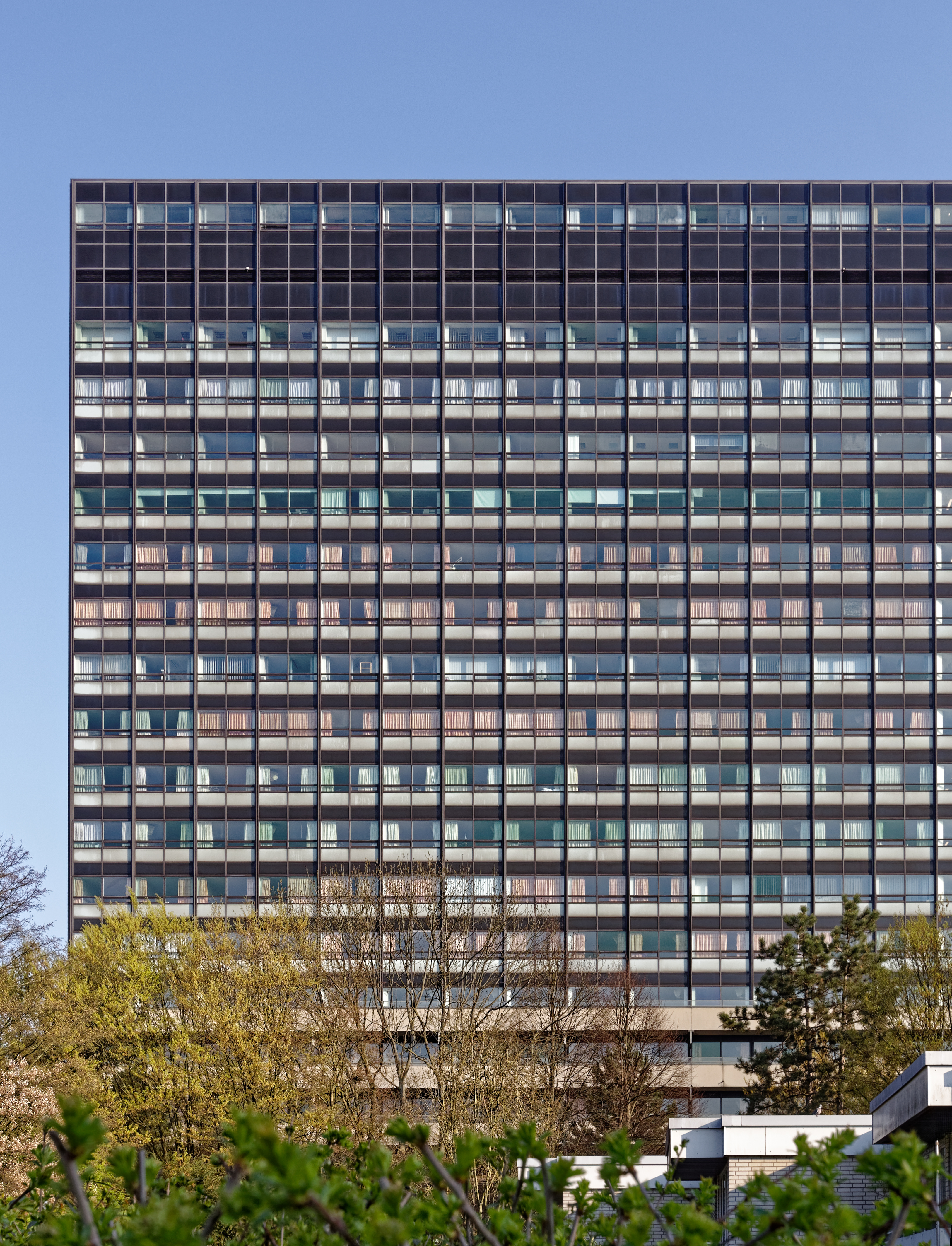
المبنى الرئيسي.

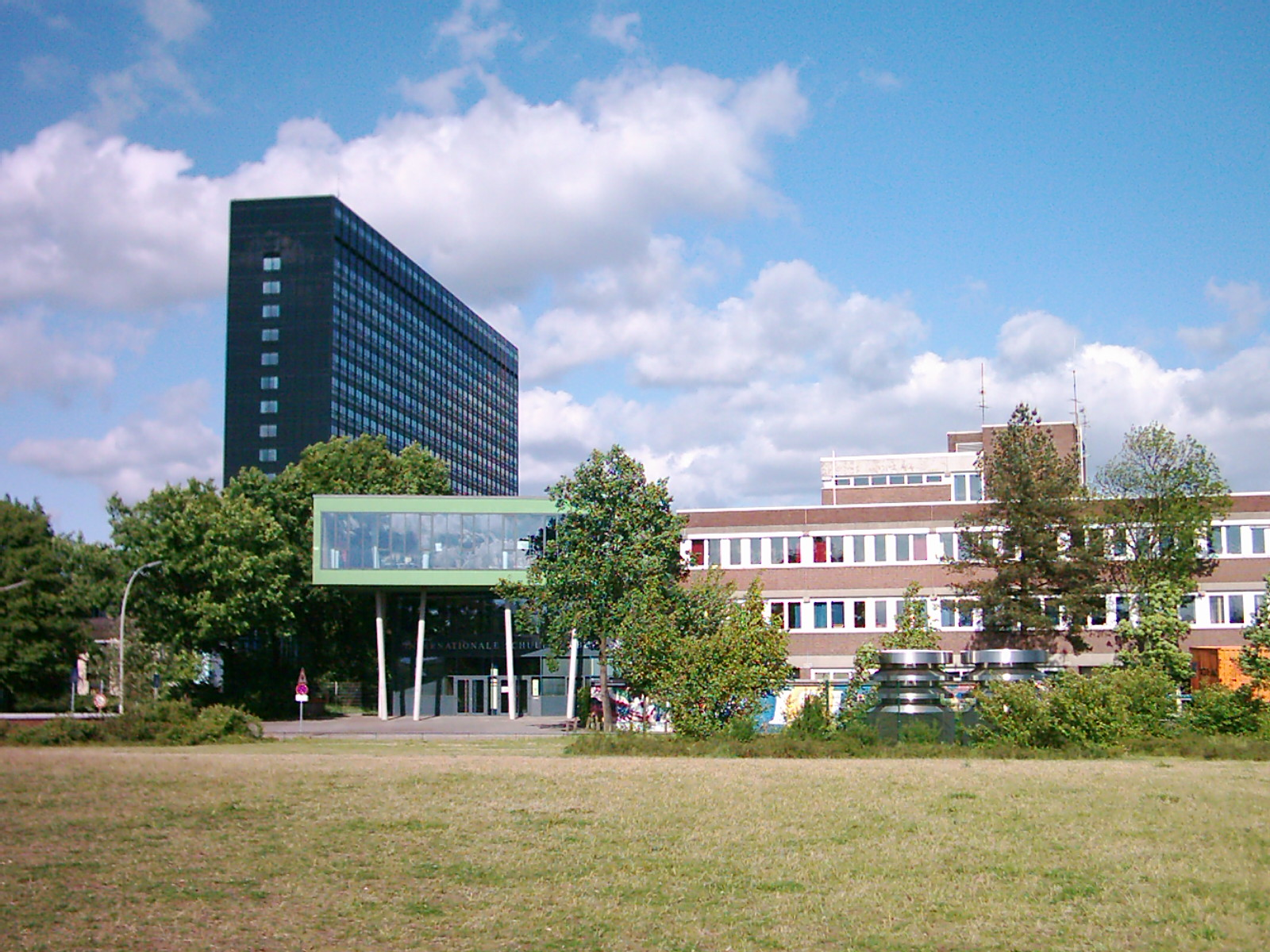
المبنى الرئيسي ظاهر في الخلفية.

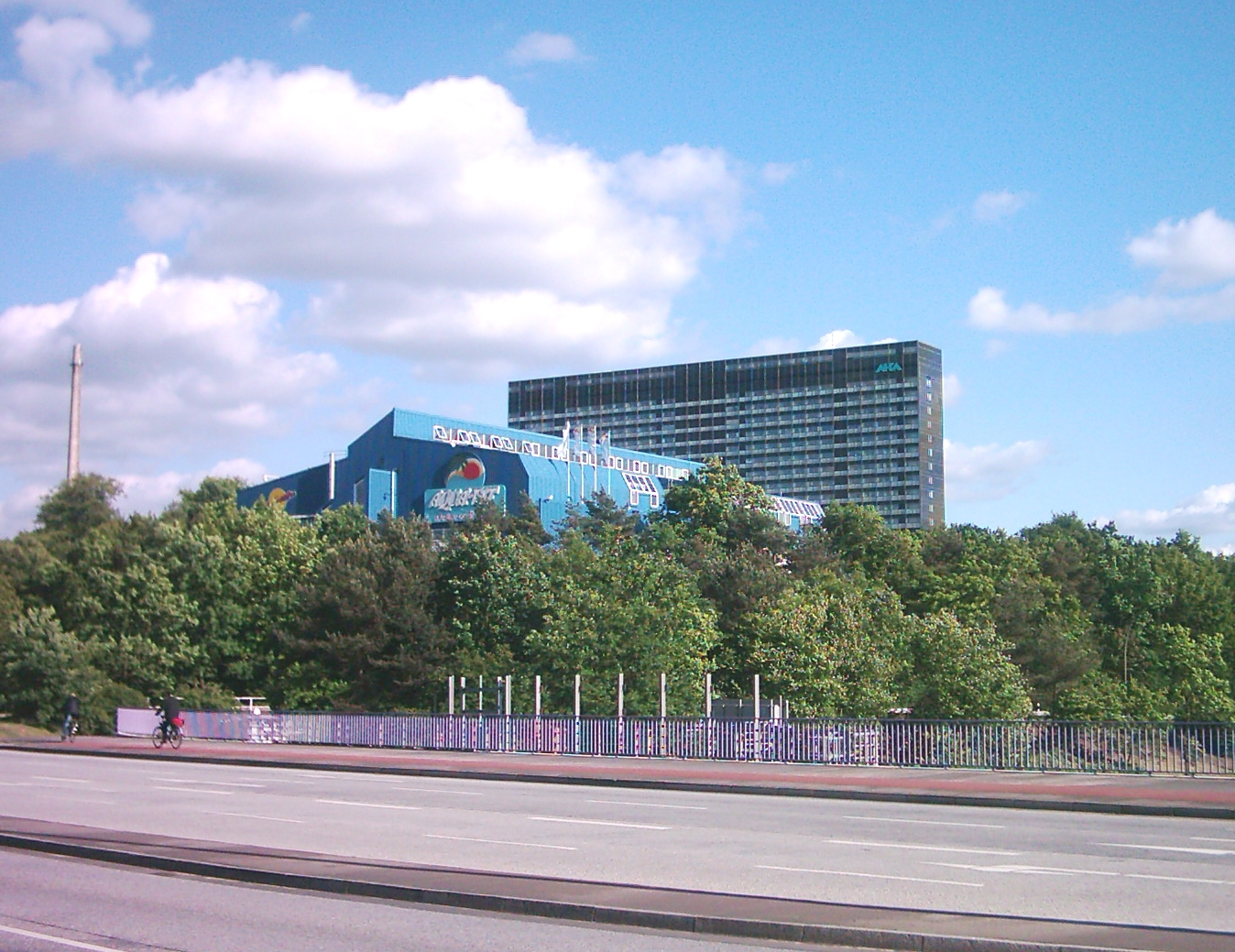
المبنى الرئيسي ظاهر في الخلفية.

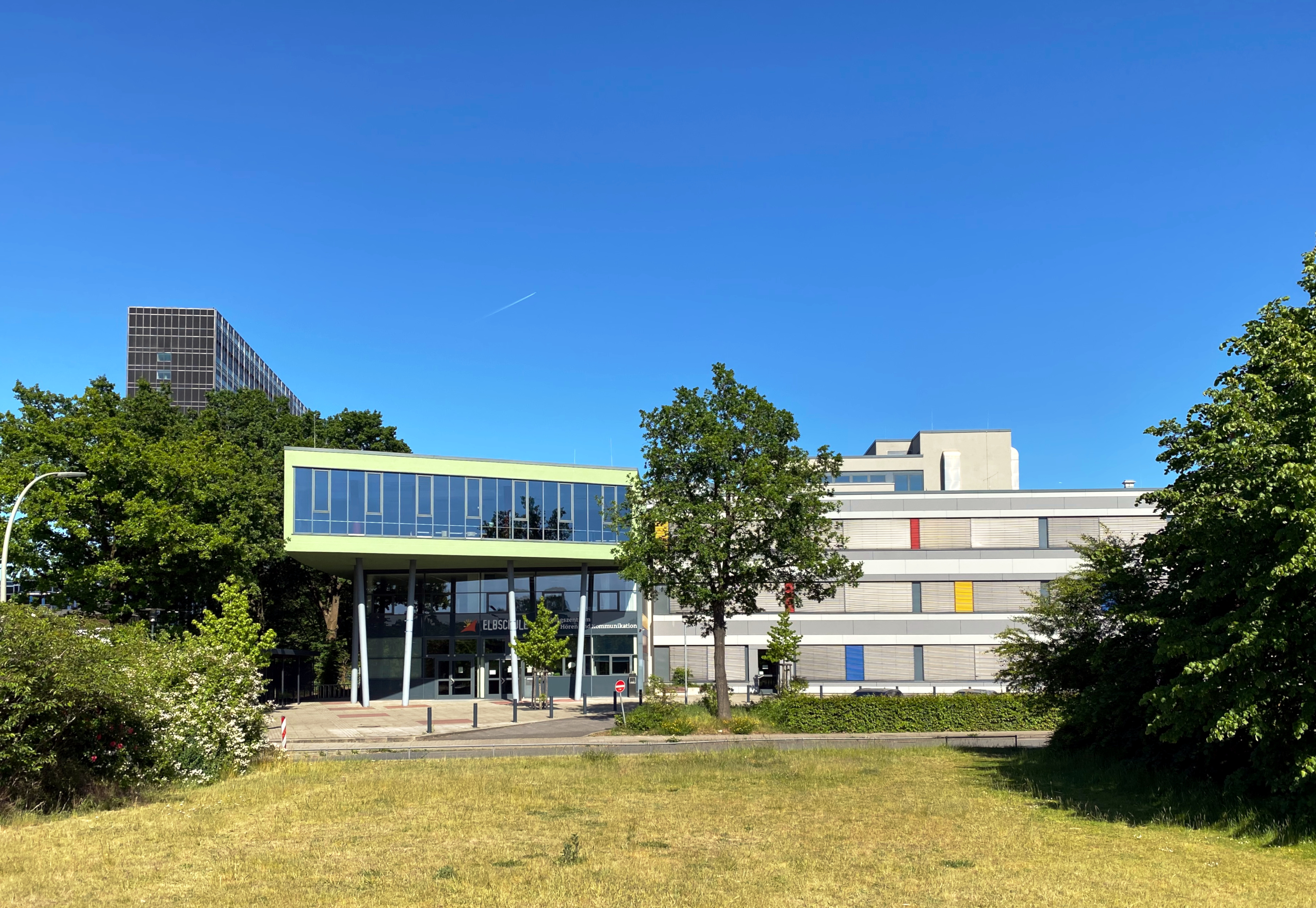
المبنى الرئيسي ظاهر في الخلفية.

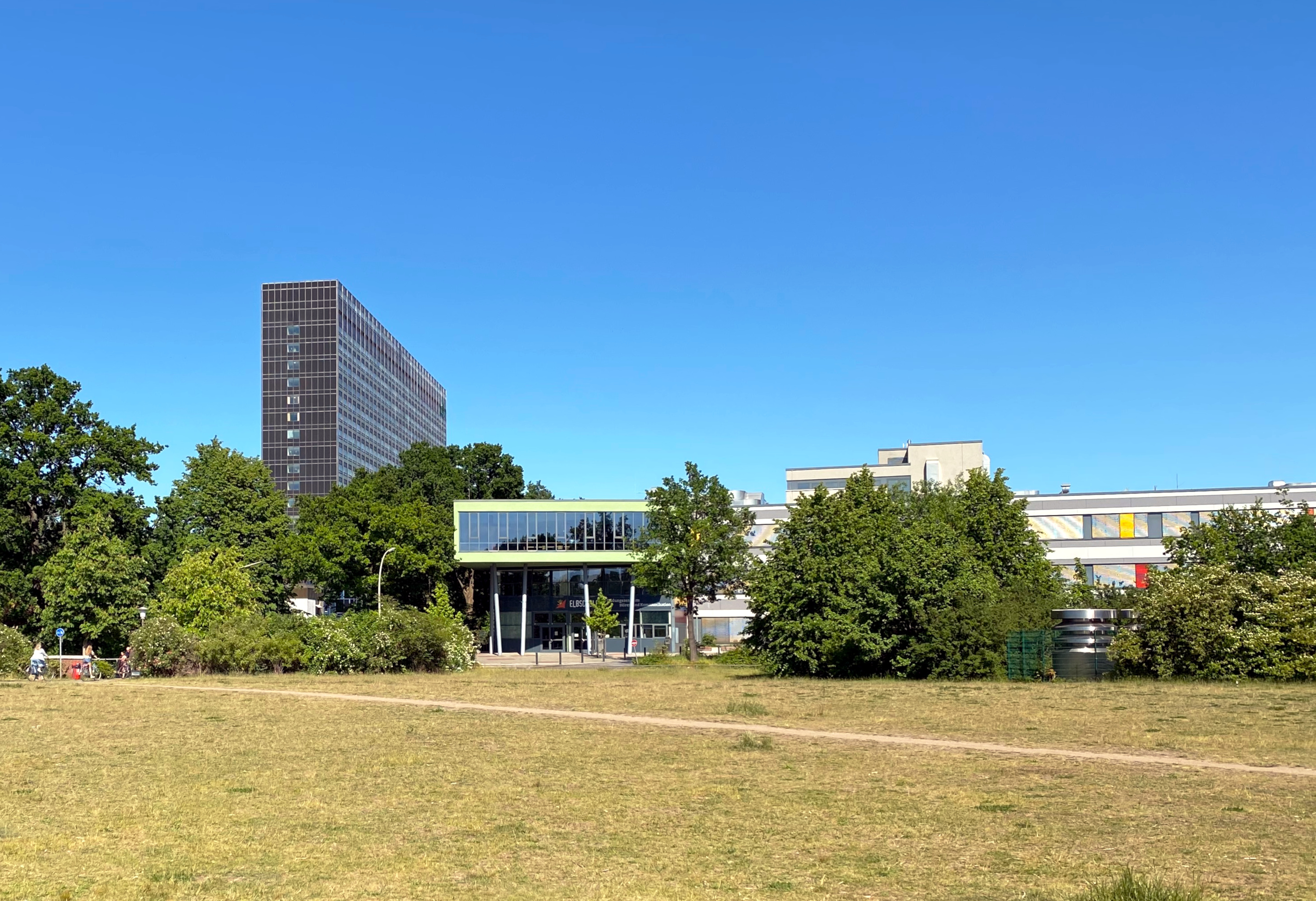
المبنى الرئيسي ظاهر في الخلفية.